# Cyanopepla masia
Cyanopepla masia là một loài bướm đêm thuộc phân họ Arctiinae, họ Erebidae.